# Nilüfer Belediye Spor Kulübü 2020-2021 (pallavolo)
Questa voce raccoglie le informazioni riguardanti il Nilüfer Belediye Spor Kulübü nelle competizioni ufficiali della stagione 2020-2021.

## Organigramma societario
Area direttiva
- Presidente: Turgay Erdem

Area tecnica
- Allenatore: Dehri Dehrioğlu
- Allenatore in seconda: Haluk Korkmaz
- Assistente allenatore: Talip Altay
- Scoutman: Emre Yanık

## Rosa
| N° | Nome             | Ruolo | Data di nascita  | Nazionalità sportiva |
| -- | ---------------- | ----- | ---------------- | -------------------- |
| 1  | Fulden Ural      | S     | 3 gennaio 1991   | Turchia              |
| 2  | Aslı Tecimer     | S     | 6 febbraio 1999  | Turchia              |
| 4  | Willow Johnson   | O     | 23 aprile 1998   | Stati Uniti          |
| 5  | Merve Nezir      | S     | 16 dicembre 1997 | Turchia              |
| 7  | Sıla Özyürek     | C     | 14 aprile 2003   | Turchia              |
| 8  | Buse Ünal        | P     | 29 luglio 1997   | Turchia              |
| 10 | Merve Tanıl      | P     | 22 febbraio 1990 | Turchia              |
| 11 | Buse Kayacan     | L     | 15 luglio 1992   | Turchia              |
| 12 | Aybüke Özdemir   | C     | 15 giugno 1996   | Turchia              |
| 13 | Sarah Wilhite    | S     | 20 luglio 1995   | Stati Uniti          |
| 15 | Nazlıcan Yılmaz  | L     | 23 novembre 1996 | Turchia              |
| 16 | Deniz Emrelli    | O     | 1º gennaio 2003  | Turchia              |
| 18 | Yasemin Yıldırım | C     | 28 gennaio 1995  | Turchia              |
| 19 | Emily Maglio     | C     | 13 novembre 1996 | Canada               |
| 20 | Ana Paula Borgo  | O     | 20 ottobre 1993  | Brasile              |

## Statistiche

### Statistiche di squadra
| Competizione     | Punti | In casa | In casa | In casa | In trasferta | In trasferta | In trasferta | Totale | Totale | Totale |
| Competizione     | Punti | G       | V       | P       | G            | V            | P            | G      | V      | P      |
| ---------------- | ----- | ------- | ------- | ------- | ------------ | ------------ | ------------ | ------ | ------ | ------ |
| Sultanlar Ligi   | 62    | 17      | 11      | 6       | 17           | 14           | 3            | 34     | 25     | 9      |
| Coppa di Turchia | 3     | 0       | 0       | 0       | 0            | 0            | 0            | 3      | 1      | 2      |
| Totale           | -     | 17      | 11      | 6       | 17           | 14           | 3            | 37     | 26     | 11     |

G = partite giocate; V = partite vinte; P = partite perse

### Statistiche dei giocatori
| Giocatore   | Campionato | Campionato | Campionato | Campionato | Campionato | Coppa di Turchia | Coppa di Turchia | Coppa di Turchia | Coppa di Turchia | Coppa di Turchia | Totale | Totale | Totale | Totale | Totale |
| Giocatore   | P          | PT         | AV         | MV         | BV         | P                | PT               | AV               | MV               | BV               | P      | PT     | AV     | MV     | BV     |
| ----------- | ---------- | ---------- | ---------- | ---------- | ---------- | ---------------- | ---------------- | ---------------- | ---------------- | ---------------- | ------ | ------ | ------ | ------ | ------ |
| A.P. Borgo  | 8          | 107        | 97         | 6          | 4          | -                | -                | -                | -                | -                | 8      | 107    | 97     | 6      | 4      |
| D. Emrelli  | 10         | 28         | 22         | 1          | 5          | 0                | 0                | 0                | 0                | 0                | 10     | 28     | 22     | 1      | 5      |
| W. Johnson  | 14         | 170        | 142        | 11         | 17         | 3                | 37               | 34               | 0                | 3                | 17     | 207    | 176    | 11     | 20     |
| B. Kayacan  | 30         | 0          | 0          | 0          | 0          | 3                | 0                | 0                | 0                | 0                | 33     | 0      | 0      | 0      | 0      |
| E. Maglio   | 29         | 318        | 228        | 76         | 15         | 3                | 38               | 29               | 6                | 3                | 32     | 356    | 257    | 82     | 18     |
| M. Nezir    | 15         | 76         | 59         | 14         | 3          | 3                | 9                | 8                | 1                | 0                | 18     | 85     | 67     | 15     | 3      |
| A. Özdemir  | 0          | 0          | 0          | 0          | 0          | 0                | 0                | 0                | 0                | 0                | 0      | 0      | 0      | 0      | 0      |
| S. Özyürek  | 14         | 28         | 11         | 6          | 11         | 2                | 0                | 0                | 0                | 0                | 16     | 28     | 11     | 6      | 11     |
| M. Tanıl    | 22         | 13         | 2          | 1          | 10         | 3                | 3                | 0                | 1                | 2                | 25     | 16     | 2      | 2      | 12     |
| A. Tecimer  | 24         | 63         | 39         | 7          | 17         | 3                | 10               | 10               | 0                | 0                | 27     | 73     | 49     | 7      | 17     |
| B. Ünal     | 29         | 104        | 24         | 36         | 44         | 3                | 3                | 1                | 2                | 0                | 32     | 107    | 25     | 38     | 44     |
| F. Ural     | 28         | 254        | 216        | 15         | 23         | 3                | 27               | 23               | 2                | 2                | 31     | 281    | 239    | 17     | 25     |
| S. Wilhite  | 30         | 608        | 532        | 38         | 39         | 3                | 27               | 21               | 5                | 1                | 33     | 635    | 553    | 43     | 40     |
| Y. Yıldırım | 31         | 218        | 110        | 77         | 31         | 3                | 19               | 7                | 9                | 3                | 34     | 237    | 117    | 86     | 34     |
| N. Yılmaz   | 5          | 0          | 0          | 0          | 0          | 1                | 0                | 0                | 0                | 0                | 6      | 0      | 0      | 0      | 0      |

P = presenze; PT = punti totali; AV = attacchi vincenti; MV = muri vincenti; BV = battute vincenti